# Outarville
Outarville je francouzská obec v departementu Loiret v regionu Centre-Val de Loire. Žije zde přibližně 1 300 obyvatel.

## Poloha obce
Obec leží na severu departementu Loiret u hranic s departementem Eure-et-Loir.

### Sousední obce
| Růžice kompasu | Boisseaux                             | Erceville                | Autruy-sur-Juine Charmont-en-Beauce | Růžice kompasu |
| Růžice kompasu | Oinville-Saint-Liphard (Eure-et-Loir) | Sever                    | Léouville                           | Růžice kompasu |
| Růžice kompasu | Oinville-Saint-Liphard (Eure-et-Loir) | Outarville               | Léouville                           | Růžice kompasu |
| Růžice kompasu | Oinville-Saint-Liphard (Eure-et-Loir) | Jih                      | Léouville                           | Růžice kompasu |
| Růžice kompasu | Toury (Eure-et-Loir) Chaussy          | Bazoches-les-Gallerandes | Greneville-en-Beauce                | Růžice kompasu |